# TEAM SPAZIO
TEAM SPAZIO（チーム スパッツィオ）は、俳優の袴田吉彦が立ち上げた芸能人女子フットサルチーム。SPAZIOがスポンサーとして運営する、複数の芸能プロダクションに所属する女性タレントの連合軍である。

## 概要
- 2006年12月12日結成。
- コンセプトは「楽しみながらプレーするエンターテインメントフットサル」。
- ユニフォームの色はホーム用がイタリアのブランド（SPAZIO）なので、イタリア代表のアズーリ＝青の軍団をイメージの青で、アウェー用が白。
- スフィアリーグには参戦せず、フットサルコートでのイベントを開催していた。
- キャプテンも決めておらず、ハートの熱い人に任されていた。
- 2008年4月29日に東京都新宿区歌舞伎町で行われた「メルシートゥライブVol.1」で、同日限りでの解散を発表した。

## 所属したことのあるメンバー
- 監督　袴田吉彦
- 黒田としえ
- 山本早織
- 森安真弓
- 長谷川未来[1]

1985年9月17日生まれ。大阪府出身。血液型はB型、身長163cm、バスト85cm、ウエスト60cm、ヒップ86cm、Fカップ、靴のサイズ24cm（2007年当時）。グラビア、レースクイーンで活動。2007年11月3日までタスクオフィスに所属。
- 渡瀬真由
- 宇治川麗菜
- 市川葵
- 香穂里
- 島野亜希子
- しほの涼
- 星野智世
- 佐藤麻奈
- 田澤麻衣（現・菜々川唯）
- 田中直乃
- 森田泉美
- 松林菜々見
- 沼田由花
- 後藤静香
- 吉野舞
- 齋藤優里奈
- 助川まりえ
- 小田ひとみ